# Der Bulle von Tölz: Berliner Luft
Berliner Luft ist ein deutscher Fernsehfilm von Wolfgang F. Henschel aus dem Jahr 2003 nach einem Drehbuch von Peter Ertel. Es ist die 42. Folge der Krimiserie Der Bulle von Tölz mit Ottfried Fischer als Hauptdarsteller in der Rolle des Hauptkommissars Benno Berghammer. Die Erstausstrahlung erfolgte am 2. April 2003 auf Sat.1.

## Handlung
Der Bauunternehmer Anton Rambold organisiert eine Reisegruppe, bestehend aus ehemaligen Mitgliedern des Tölzer Knabenchors. Mit dabei ist auch Resi Berghammer, die am Zielort, der bayerischen Landesvertretung in Berlin, für das leibliche Wohl verantwortlich ist. Offizieller Zweck der Veranstaltung ist, den Bundeshauptstädtern die bayerische Kultur näher zu bringen; in Wirklichkeit hofft Rambold auf einen lukrativen Bauauftrag.
Nachdem die Reisegruppe abgefahren ist, erscheint Herr Reidel, der Leiter des Bad Tölzer Stadtarchivs, im Kommissariat und will einen Einbruchsdiebstahl melden. Am ehesten kommt eine schwarz gekleidete und verschleierte Frau in Frage, die kurz vor dem Einbruch das Archiv besucht und wahrscheinlich ausgekundschaftet hat. Da Polizeihauptmeister Anton Pfeiffer sich auf einem Kongress der Polizeigewerkschaft in Berlin befindet, erklärt Hauptkommissar Benno Berghammer sich bereit, die Sache an das Einbruchsdezernat weiterzuleiten. Doch bevor er die ersten Schritte setzen kann, erfährt der Kommissar, dass Polizist Pfeiffer im Berliner Hotel volltrunken neben einer erdrosselten Leiche vorgefunden und wegen Mordverdachts festgenommen wurde. Beim Opfer handelt es sich um Ulla Kleinecke, eine Angestellte des Bauunternehmers Rambold, die 1989 aus der DDR nach Bad Tölz gekommen war. Bis dahin war sie Sekretärin eines Herrn Bordirsky gewesen.
Da er seinem Kollegen Pfeiffer keinen Mord zutraut und Oberkommissar Kruse überzeugt ist, den Täter dingfest gemacht zu haben, fährt Benno Berghammer nach Berlin, um gemeinsam mit Kollegin Sabrina Lorenz auf eigene Faust zu ermitteln.
Kruse verbittet sich jede Art von Einmischung, verfolgt aber auch keine weiteren Spuren. Vom Zimmermädchen Irina erfährt Berghammer, dass sie beobachtet hat, wie jemand den nahezu bewusstlosen Polizisten Pfeiffer in das Zimmer des Opfers gebracht hat. Außerdem findet er heraus, dass das Opfer eine Tochter hatte, und sucht diese in Köpenick auf. Doch da er in Berlin nicht polizeilich ermitteln darf, stößt er auf eine Mauer des Schweigens bei Tochter Gabriele und deren Freund Stefan Kastenbauer. Letzteren erwischen Benno Berghammer und Sabrina Lorenz wenig später dabei, wie er alte Dokumente verkaufen will, und bringen ihn dazu, den Einbruch zusammen mit seiner Freundin in Bad Tölz zu gestehen, da ihm dies ein Alibi für den Mord verschafft. Den Auftrag zum Einbruch will er von Ulla Kleinecke erhalten haben, die sich an Pfeiffer herangemacht hat, um für diese Tat ein Alibi zu haben.
Benno Berghammer lernt die hübsche Kunsthistorikerin Dr. Beatrice Schinkel kennen und zeigt ihr das Werbeplakat von Bad Tölz. Zwischen den beiden springt ein Funke über und sie verabreden sich für Rambolds Empfang. Dort erfährt der Bauunternehmer vom Bundestagsabgeordneten Hans Meidenbauer, dass der Ministerialbeamte Bordirsky, zuständig für die Vergabe öffentlicher Bauaufträge, sich bereits vor Wochen für einen Konkurrenten entschieden hat, nämlich eine Firma, an der Bordirsky selbst beteiligt ist.
Bordirsky, der nebenbei auch Kunst- und Antiquitätenhändler ist, wohnt in einer Villa in Wannsee. Berghammer und Lorenz fahren dorthin und überrumpeln die Haushälterin Frau Strack mit der direkten Frage nach den Dokumenten aus Bad Tölz und drohen mit ernsthaften Konsequenzen, falls sie nicht kooperiert. Da kommt Bordirsky nach Hause und will die Kommissare hinauswerfen, doch diese konfrontieren ihn mit Mordverdacht, den er entschieden zurückweist; zudem hat er ein Alibi für die Tatzeit. Zum Verdacht der Hehlerei sagt er aus, dass Ulla Kleinecke ihn um eine Expertise gebeten habe. Er zeigt den bayerischen Kommissaren die Dokumente aus dem Bad Tölzer Stadtarchiv, kennt aber den Namen des Kaufinteressenten nicht.
Erleichtert über die rasche Wiederbeschaffung der Dokumente, besuchen die beiden Kommissare den verstörten Kollegen Pfeiffer im Gefängnis, der inzwischen selbst zu glauben beginnt, ein Mörder zu sein. Sie ermutigen ihn, sich an den Abend zu erinnern, an dem er mit Ulla Kleinecke an der Bar versumpft ist. Er erwidert, sie habe ständig etwas von einer Seekuh und einer Geruchskonserve geredet.
Der Verdacht, bei der Seekuh könnte es sich um einen Decknamen bei der Stasi handeln, bestätigt sich. Ein Stasi-Offizier hatte ihn sich für Ulla Kleinecke ausgedacht, und die Geruchskonserve war ein getragener Büstenhalter in einem Einweckglas. Wer dieser Offizier war, bleibt aber vorerst ein Rätsel.
Als Gabriele Kleinecke, die Tochter des ersten Opfers, erwürgt aufgefunden wird, wollen die Tölzer Kommissare die Leiche sehen; Oberkommissar Kruse gestattet dies jedoch nur Frau Lorenz. Dabei sammelt sie unbemerkt ein paar Haare und Fingernagelfragmente ein und lässt Kruses Handy mitgehen. Während Berghammer und Lorenz in der Gerichtsmedizin die Beweismittel untersuchen lassen, nimmt Kruse Stefan Kastenbauer fest. Mit dem Ergebnis der Auswertungen konfrontieren sie den Oberkommissar, denn er hat beim Erwürgen des Opfers, das sich heftig zur Wehr gesetzt hat, genetische Spuren hinterlassen. Außerdem hat Gabriele Kleinecke ihn vor der Tat angerufen, um ihn zu erpressen, nachdem sie herausgefunden hat, dass er der Stasi-Offizier gewesen ist, der ihrer Mutter den Decknamen Seekuh gegeben hat. Zuvor hat schon Ulla Kleinecke ihn mit diesem Wissen zu erpressen versucht und dafür mit ihrem Leben bezahlt.
Als Benno Berghammer nach Bad Tölz zurückkommt, steht Dr. Beatrice Schinkel vor der „Pension Resi“. Erfreut über diesen unerwarteten Besuch, bittet er sie ins Haus und bietet ihr ein Zimmer an. Während sie in verführerischen Dessous hinter ihm steht, behauptet er seiner Mutter gegenüber, er sei alleine, als sie ihm am Telefon mitteilt, der Bus sei kaputt; sie werde erst am nächsten Tag nach Hause kommen.
Tags darauf besucht Benno Berghammer mit seiner „Bea“ das Tölzer Stadtarchiv, auch Sabrina Lorenz findet sich ein. Als sich die Kunsthistorikerin für einen Augenblick unbeobachtet fühlt, trennt sie ein Blatt aus dem Gästebuch heraus, doch Frau Lorenz ist das nicht entgangen. Sie nimmt Dr. Schinkel das Papier ab und beschuldigt sie, die Auftraggeberin für den Einbruchsdiebstahl im Stadtarchiv gewesen zu sein, nachdem sie vorher die Örtlichkeiten ausbaldowert habe. Dr. Schinkel streitet nichts ab und lässt sich widerstandslos abführen.

## Hintergrund
Die Dreharbeiten erfolgten in Bad Tölz und Berlin; als Schauplatz für die „Pension Resi“ diente das Hollerhaus Irschenhausen.

## Kritik
Die Programmzeitschrift TV Spielfilm schreibt: „Nun muss das bajuwarische Schwergewicht den Preußen mal zeigen, wie man solide ermittelt… Fazit: Bulle gegen Bulle: drolliger Revierkampf.“